# Kunde
Ein Kunde (englisch customer, client) ist allgemein in der Wirtschaft und speziell im Marketing eine Person, ein Unternehmen oder eine Organisation (Wirtschaftssubjekt), das als Nachfrager ein Geschäft mit einer Gegenpartei abschließt. Ein solches Geschäft ist beispielsweise ein Kaufvertrag, Miete oder Leasing, eine Dienstleistung oder ein Werkvertrag. Meist zahlt der Kunde dafür Geld, seine Gegenleistung kann aber auch unentgeltlich oder in Form eines gegenseitigen Tauschgeschäftes erfolgen.

## Etymologie
Das Wort „Kunde“ stammt ab von althochdeutsch kundo („Einheimischer, Bekannter, Kundiger“), das erstmals um das Jahr 870 zu finden ist. Das Deutsche Wörterbuch der Brüder Grimm von 1868 enthält eine Vielzahl von Bedeutungsrichtungen, die sowohl den Bedeutungswandel als den unterschiedlichen regionalen Gebrauch reflektieren. Danach bedeutet das althochdeutsche chundo „Bekannter“ (neben chundeo „Zeuge“) und behielt die Bedeutung „der bekannt ist, den man kennt, der Einheimische, der Vertraute“ auch im Mittelhochdeutschen bei. Erst im Frühneuhochdeutschen des 16. Jahrhunderts etablierte sich die Verwendung für den in der Anfangsphase noch als regelmäßig wiederkehrend, d. h. als dem Anbieter „bekannt“ vorgestellten Kunden einer Gastwirtschaft, eines Kaufmanns, eines Handwerkers oder eines sonstigen Geschäftsbereichs. Ebenfalls schon in frühneuhochdeutscher Zeit entstanden auch verallgemeinernde umgangssprachliche Verwendungen mit Bedeutungen wie „Kerl“, „Kumpan“. Seit dem 16. Jahrhundert entwickelte sich die engere Begriffsfassung „der in einem (Geschäft) regelmäßig kaufende“, die auch die betriebswirtschaftliche Literatur übernahm.
Seit 1828 ist in Rotwelsch das Wort Kunde mit der Sonderbedeutung „wandernder Handwerksbursche, Bettler, Landstreicher“ belegt. Hieran anknüpfend verwendet die Rotwelschforschung seit dem 19. Jahrhundert die Bezeichnungen Kundensprache und Kundenlied für das sondersprachliche Wort- und Liedgut dieser Sprechergruppe, während im Sprachgebrauch der Sprechergruppe selbst seit 1906 die Eigenbezeichnung Kundenschall belegt ist und speziell das Rheinische Wörterbuch den Terminus Kundensprache allgemein für sondersprachlich-rotwelschen Wortschatz im rheinischen Sprachgebiet, ohne spezielle Zuordnung zu einer sozial definierten Sprechergruppe, verwendet.
Der Kunde war die erste „Zeit- und Streitschrift der Vagabunden“ (Untertitel). Die erste Ausgabe wurde im Frühjahr 1927 vom Balinger Landstreicher und Schriftsteller Gustav Brügel herausgegeben, später von Gregor Gog und der Bruderschaft der Vagabunden. Sie erschien in zwangloser Folge (etwa viermal im Jahr) mit einer Auflage von 1000 Exemplaren. 1931 wurde die Zeitschrift in „Der Vagabund“ umbenannt.

## Allgemeines
Als Kunden kommen alle Wirtschaftssubjekte (Privathaushalte, Unternehmen, sonstige Institutionen, Staat) in Frage. Bei der Definition als Kunde kommt es darauf an, dass der Kunde mindestens ein Geschäft mit seinem Geschäftspartner abgeschlossen haben muss. Auch DIN EN ISO 9000:2005-12 definiert den Kunden als „eine Organisation oder Person, die ein Produkt empfängt“. In den Good Manufacturing Practices der WHO wird der Kunde als ein Handelspartner definiert, der den besser konvertiblen Wert (Geld) im Austausch für den schlechter konvertiblen Wert (Produkt/Dienstleistung) liefert. Die bloße Absicht zum Geschäftsabschluss macht den Teilnehmer des Marktgeschehens zum Potenzialkunden (Interessent), ein Kundenstatus ist erst beim Auftraggeber erreicht. Kommt lediglich ein einziges Geschäft zustande, spricht man von Laufkundschaft, bei einer regelmäßigen Geschäftsbeziehung zwischen denselben Geschäftspartnern in einem bestimmten Zeitraum handelt es sich um Stammkunden. Schließt ein Kunde zum ersten Mal einen Vertrag, ist er aus Sicht des Lieferanten ein Neukunde. Hat er mit dem Lieferanten schon einmal einen Vertrag geschlossen, ist er ein Altkunde oder Bestandskunde. Kundschaft ist die Gesamtheit aller Kunden, Kundengruppe im Rahmen der Marktsegmentierung ist die Aufteilung der Kunden nach Lebensalter, Einkommen, Bedarfsanalyse oder sozialem Status.

## Umfang
Der Kundenbegriff ist weiter gefasst als der des Käufers, denn auch andere Formen des Absatzabschlusses wie der Dienst- oder Werkvertrag kommen bei Kunden in Betracht. Das Geschäft kann deshalb Kauf, Miete, Leasing, Pacht oder Tausch sein, als Geschäftsobjekt kommen Produkte oder Dienstleistungen in Frage. Die Rolle des Kunden kann die eines Endverbrauchers, Geschäftspartners im Handel oder Weiterverarbeiters in einer Wertschöpfungskette sein.

## Arten

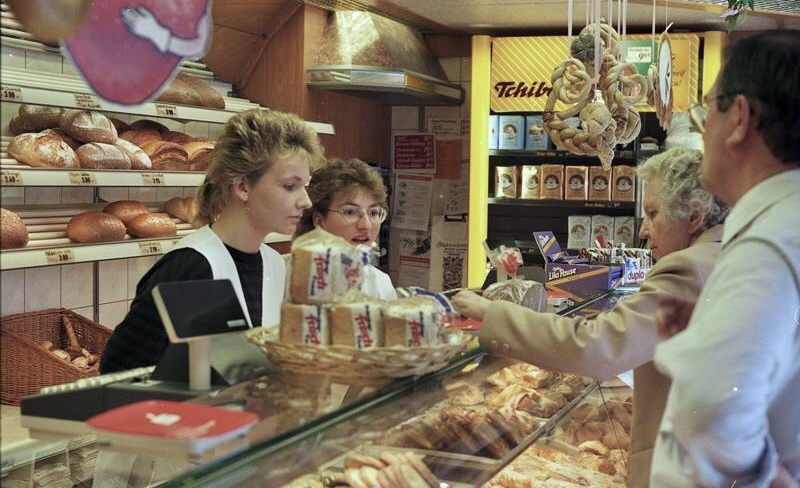
Kunden in einer Göttinger Bäckerei

Im deutschen Zivilrecht kommt der Kunde nicht vor. Ein Kunde kann hier entweder Verbraucher (§ 13 BGB) oder Unternehmer (§ 14 BGB) sein. Als Verbraucher kommen natürliche Personen in Betracht, deren Kundeneigenschaft weder aus einer gewerblichen noch aus einer beruflich selbständigen Tätigkeit resultieren darf. Unternehmer sind demnach Kunden als natürliche Personen und alle juristischen Personen mit gewerblicher/selbständiger Tätigkeit.
Aus diesem Verbraucher-Unternehmer-Verhältnis ergeben sich als Kundenbeziehung die Kombinationen Business-to-Business (englisch Unternehmen-Unternehmen), Business-to-Consumer (englisch Unternehmen-Konsument) und Business-to-Administration (englisch Unternehmen-öffentliche Verwaltung). Bei Business-to-business handelt es sich um Kundenbeziehungen zwischen Unternehmen, etwa die Verbindung zwischen gewerblichen Debitoren und gewerblichen Kreditoren, zwischen Kreditinstituten (Interbankenhandel, Korrespondenzbanken) oder zwischen Banken und Großunternehmen. Business-to-Consumer beschreibt die Beziehungen zwischen Unternehmen und Verbrauchern (etwa Banken bei Konsumkrediten, Käufer im Supermarkt), Business-to-Administration betrifft die Kundenbeziehung zwischen Unternehmen und der öffentlichen Verwaltung (Behörden, öffentliche Unternehmen, Kommunalunternehmen). Die Consumer-to-consumer-Beziehung zwischen Verbrauchern, etwa über den Electronic Commerce wie bei eBay, kann ebenfalls als Kundenbeziehung angesehen werden. 
Als Arbeitender Kunde wird die Tendenz zum Wandel des Verhältnisses von Konsumenten und Unternehmen bezeichnet, bei der gezielt betriebliche Funktionen auf den Kunden ausgelagert werden. Ziel der Unternehmen ist dabei, Kosten einzusparen und/oder produktive Leistungen der Kunden (Produktentwicklung, Innovationen, Qualitätskontrolle, Marketing, Werbung usw.) direkt oder indirekt für die Wertschöpfung zu nutzen. 
Im Bereich der Prostitution und Sexarbeit ist für Freier die Bezeichnung „Kunde“ üblich.

## Bedeutung
Der im Kloster Cismar im 20. Jahrhundert lebende Schriftenschreiber Hans Heinrich Path (* 9. Juli 1934; † 13. Dezember 1984) wird insbesondere in der Marketing-Fachliteratur über seine Auffassung zum Kunden zitiert:

„Ein Kunde ist die jeweils wichtigste Person in dem Betrieb. Er ist nicht von uns abhängig, sondern wir von ihm. Er bedeutet keine Unterbrechung unserer Arbeit, sondern ist ihr Inhalt. … Ein Kunde ist eine Person, die uns ihre Wünsche mitteilt. Unsere Aufgabe ist es, diese zu seiner Zufriedenheit auszuführen.“

Das Zitat reflektiert die Bedeutung des Kunden in der heutigen Wirtschaft. Die Bedeutung eines Kunden für Unternehmen kommt in seinem Kundenwert zum Ausdruck. Ein Kunde mit großer Bedeutung verursacht bei seiner Abwanderung einen größeren Schaden als ein weniger bedeutender Kunde. Der Schaden besteht in einem ausbleibenden Gewinnbeitrag. Erst Kunden ermöglichen den Unternehmen über ihren Betriebszweck die Erfüllung ihres Unternehmensziels der Gewinnmaximierung. Jede Kundenbeziehung wird in Unternehmen in ein Customer-Relationship-Management und ein Kundenmanagement integriert, um Kundenbeziehungen systematisch zu gestalten.

## Phasen der Kundengewinnung
Ausgangspunkt ist eine Marktanalyse, die aus dem Marktpotenzial die in Frage kommenden potenziellen Kunden identifiziert und ihren Bedarf durch Kundenbefragung ermittelt. Die anschließende Kundenanalyse befasst sich zunächst mit den Kundenerwartungen, die mit dem Angebot an Produkten oder Dienstleistungen abgeglichen werden. Ziel des Marketings ist letztlich der Kundenauftrag, der dem Kunden einen Kundennutzen und dem Anbieter einen Grenzgewinn verschaffen soll. Ein anschließender Kundenservice sorgt für die Sicherstellung der künftigen Produkt- oder Dienstleistungsqualität und trägt damit zur Kundenzufriedenheit bei. Eine intensive Kundenorientierung muss anschließend versuchen, jeden Kunden durch aktive Kundenbetreuung einer Kundenbindung zu unterwerfen, die über den Lieferantenkredit bis hin zum Lock-in-Effekt alle Möglichkeiten ausschöpft, Kunden auch langfristig an das Unternehmen zu binden.
Die interne Auswertung des Kundenwerts erfolgt durch die Kundenkalkulation. Sie zeigt Stärken und Schwachstellen einer Kundenbeziehung auf und liefert Entscheidungsgrundlagen für eine künftige Marktstrategie.
Das Marktverhalten der Kunden wird maßgeblich durch ihre Verhandlungsmacht bestimmt. Diese kommt in der Marktmacht zum Ausdruck. Während der Normalverbraucher keinerlei Verhandlungsmacht besitzt und weder Marktpreis noch Menge beeinflussen kann („Optionsempfänger“), sind Großkunden aufgrund ihres Marktanteils in der Lage, diese Marktdaten zu ihren Gunsten zu beeinflussen (Mengen- oder Preisfixierer).

## Kunden der öffentlichen Verwaltung
Die öffentliche Verwaltung (Behörden) betrachtet zunehmend den Antragsteller und Nutzer öffentlicher Leistungen im Rahmen der Daseinsvorsorge als Kunde. Im Zuge des New Public Management wird versucht, privatwirtschaftliche Managementtechniken auf den öffentlichen Sektor zu übertragen. Die Einstufung als Kunden fällt der Verwaltung nicht leicht, zumal sie ein Monopol besitzt und die Bürger gezwungen sind, bestimmte Behörden in Anspruch zu nehmen. Das „Dienstleistungsunternehmen Stadt“ ist „primär nachfrage- und kundenorientiert“ und soll sich „von außen nach innen“ organisieren, was organisatorisch im Umbau von Verwaltungsstellen zu Dienstleistungs- und Kundenzentren oder Bürgerbüros und Bürgerämtern zum Ausdruck kommt. Zunehmend betont die Verwaltung ihre die Bürgernähe verbessernde Servicefunktion. „Jeder Mitarbeiter muss sich bewusst sein, dass er es mit Kunden zu tun hat“. Der Kunde als Abnehmer von Leistungen der öffentlichen Verwaltung ist zumeist (unfreiwilliger) Zwangsabnehmer dieser Leistungen von einem konkurrenzlosen Verwaltungsmonopol, was – neben anderen Unterschieden – den Sozialhilfeempfänger als Kunden des Sozialamts vom Käufer eines Luxusguts unterscheidet.

## Endkunden
Endkunden sind zunächst Kunden nach der hier aufgeführten Definition. Ihre spezielle Bezeichnung beruht auf dem Sachverhalt, das sie am Ende einer Lieferkette stehen. Das ist letztlich der, der das Kaufgut gemäß seiner Bestimmung nutzen oder ohne einen Geschäftsvorgang weitergeben möchte. 

## Bankkunden
Kunden im bankenaufsichtsrechtlichen Sinne sind „alle natürlichen oder juristischen Personen, für die Wertpapierdienstleistungsunternehmen Wertpapierdienstleistungen oder Wertpapiernebendienstleistungen erbringen oder anbahnen“ (§ 63 Abs. 1 WpHG). Diese Legaldefinition macht jemanden bereits durch die Geschäftsanbahnung zum Kunden und nicht erst durch den Geschäftsabschluss. Kreditinstitute unterscheiden bei Bankkunden zwischen Privatkunden nach § 67 Abs. 3 WpHG, die gesetzlich besonders durch Anlegerschutz geschützt sind, und professionellen Kunden. Als Privatkunden gelten nach dieser Vorschrift alle Kunden, die keine professionellen Kunden sind. Nach der „Suitability-Regel“ sind Kreditinstitute gefordert, Privatkunden nur dann ein Finanzprodukt zu empfehlen, wenn es für sie geeignet (englisch suitable) ist. Geeignet ist ein Finanzinstrument für Privatkunden, wenn es den Anlagezielen des Kunden entspricht, die hieraus resultierenden Risiken vom Kunden getragen werden können und der Kunde die Risiken richtig einzuschätzen weiß. Zu den professionellen Kunden gehören neben Kreditinstituten Versicherungen, Fonds, öffentliche Hand, Pensionskassen oder sonstige Nichtbanken wie Großunternehmen sowie der Bund und die Länder als nationale Regierungen oder regionale Regierungen im Sinne des § 67 Abs. 2 Satz 2 Nr. 3 WpHG. Gemeinden, Landkreise und kreisfreie Städte gelten nach der Klarstellung der BaFin vom 25. Juni 2010 als Privatkunden im Sinne des § 67 Abs. 3 WpHG, weil sie keine „regionalen Regierungen“ im Sinne des § 67 Abs. 2 Satz 2 Nr. 3 WpHG sind. Bei professionellen Kunden können Kreditinstitute nach § 67 Abs. 2 WpHG davon ausgehen, dass sie über ausreichende Erfahrungen, Kenntnisse und Sachverstand verfügen, um ihre Anlageentscheidungen zu treffen und die damit verbundenen Risiken angemessen beurteilen zu können.

## Klient
In vielen Beratungsberufen heißt der Kunde Klient, um den Dienstleistungscharakter zu betonen. Hierzu gehören unter anderem Notare, Rechtsanwälte, Steuerberater, Wirtschaftsprüfer oder Sozialpädagogen. Anwälte und Steuerberater verwenden oft die Bezeichnung Mandant.

## Patient
Der Kunde des Arztes wird Patient genannt, um die Abhängigkeit und Hilfsbedürftigkeit zu betonen, unabhängig davon, ob der Kunde krank oder gesund ist. Bei freiwilligen Leistungen oder Privat„patienten“ wird auch von Kunde gesprochen, um den Dienstleistungscharakter zu betonen. Auch im Krankenhaus wird der Kunde Patient genannt. In der Psychotherapie ist je nach Berufsauffassung des Therapeuten sowohl Klient als auch Patient gebräuchlich, in Gutachten regelmäßig Patient. Ebenfalls sprechen Zahnärzte von Patient. Angehörige medizinischer Hilfsberufe (etwa Physiotherapeut, Masseur, Krankenpfleger) verwenden je nach Berufsauffassung Klient oder Patient. Im Rettungsdienst wird die Bezeichnung Patient oder Klient genutzt, im Qualitätsmanagement ist jedoch auch Kunde üblich. Hebammen verwenden keine dahingehende Bezeichnung, um die Beziehung zu ihren Schwangeren oder Wöchnerinnen ausdrücken. Apotheker und Optiker sprechen meist von Kunden. Krankenversicherungen benutzen entweder die Bezeichnung Mitglied oder je nach Unternehmenskultur Kunde oder Versicherungsnehmer.

## Euphemismen
Die Bezeichnung Kunde wird gelegentlich umgangssprachlich für Personen oder Institutionen verwendet, die kein eigentliches Interesse an einem Vertragsschluss oder einer Zusammenarbeit haben. Beispielsweise nennt die Polizei Beschuldigte oder Tatverdächtige in einigen Zusammenhängen ihre Kunden oder Kundschaft und meint damit regelmäßig mit denselben Problemen anzutreffende Personen/-gruppen. Auch die Bundesagentur für Arbeit spricht in offiziellen Zusammenhängen von Kunden.
Bei dieser eher euphemistisch gemeinten Einstufung handelt es sich aber im eigentlichen Sinn nicht um Kunden, denn die Zusammenarbeit ist in diesen Fällen zumeist nicht freiwillig, oft sogar alternativlos. Dieses gilt insbesondere, wenn es sich um hoheitliche Akte handelt. In diesen Fällen gibt es sehr wohl andere gebräuchliche Bezeichnungen (etwa Beschuldigter oder Zeuge), die aber manchmal negativ besetzt sind.